# نبيه أبو نشطان
نبيه محسن أبو نشطان سياسي يمني هو وزير الدولة في حكومة الإنقاذ الوطني برئاسة عبد العزيز بن حبتور التابعة للمجلس السياسي الأعلى في سلطة صنعاء منذ 10 نوفمبر 2018.